# سدیم متابی‌سولفیت
سدیم متابی‌سولفیت یا سدیم پیروسولفیت که در سیستم نامگذاری IUPAC، برم. ای. سدیم متابی‌سولفیت نامیده می‌شود، یک ترکیب غیر آلی فرمول شیمیایی Na۲S۲O۵ است. این ماده گاهی به عنوان دی سدیم (metabisulfite) نامیده می‌شود. از این ترکیب اکثراً به عنوان یک عامل ضد عفونی‌کننده، آنتی‌اکسیدان و نگهدارنده استفاده می‌شود.

سدیم متابی سولفیت پودر کریستال شده سولفور دی‌اکسید با چگالی بین ۱ تا 1.2 Kg/l است و در دمای بالای ۱۲۰ °C تجزیه می‌گردد. اگر محفظه‌ای که محلول در آن واقع شده کاملاً عایق بندی نشده باشد به سرعت با رطوبت هوا ترکیب شده و اکسیده می‌گردد. مقدار آب جذب شده توسط محصول در محفظه بسته به میزان نفوذ بستگی دارد که آن نیز به نوبه خود به درجه حرارت و رطوبت نسبی بستگی دارد. در شرایط نگهداری غلط، ممکن است به تشکیل دانه‌های سخت در محصول منجر گردد. تمام انواع سدیم متا بی سولفیت به راحتی در آب حل می‌شوند. در محلولهای آبی به شکل سدیم بی سولفیت است.

## آماده‌سازی
سدیم متابی سولفیت را می‌توان از تبخیر محلول سدیم سولفیت اشباع شده با گاز دی‌اکسید گوگرد تهیه نمود:

## ساختار شیمیایی
آنیون ترکیبی از دی تیونیت (S2O42-) و دی تیونات (S2O62-). است. آنیون شامل گروهی SO2 است که با گروهی SO3 پیوند یافته با بار منفی که در سمت منتهی به SO3 قرار دارد. طول پیوند S-S حدود ۲٫۲۲ Å و پیوند S-O" تیونیت " و " تیونات " دارای طول ۱٫۴۶ و ۱٫۵۰ Å می‌باشد.

## خواص شیمیایی
سدیم متابی سولفیت در ترکیب با آب باعث جذب اکسیژن موجود در آب و آزاد شدن گاز دی‌اکسید گوگرد (SO2) می‌گردد که باعث ایجاد بوی نامطبوعی گردیده و تنفس را دچار مشکل می‌نماید. آزاد کردن دی‌اکسید گوگرد باعث تبدیل سدیم متابی سولفیت به یک عامل کاهنده قوی در آب گشته و به همین دلیل نبایستی در رودخانه‌ها و دریاچه‌ها ریخته شود چون به‌طور جدی باعث مختل شدن زندگی حیوانات و گیاهان می‌گردد. به همین دلیل میزان استفاده از سدیم متابی سولفیت به شدت کاهش یافته و به جای آن حاملهایی چون پیروکسید هیدروژن با تأثیری مشابه و بدون بو جهت استریلیزاسیون تجهیزات استفاده می‌گردد.

سدیم متابی سولفیت در ترکیب با اسیدها موجب آزاد شدن دی‌اکسید گوگرد می‌گردد :

## موارد استفاده
- به عنوان یک نگهدارنده و آنتی‌اکسیدان در مواد غذایی استفاده می‌شود و هم چنین به عنوان E223 شناخته می‌شود.

- (در افرادی که به سولفیتها حساسیت دارند ممکن است باعث بروز واکنش‌های آلرژیک، از جمله واکنش‌های تنفسی در افراد مبتلا به آسم، آنافیلاکسی و سایر واکنش‌های آلرژیک، گردد)

- سدیم متابی سولفیت و پتاسیم متابی سولفیت یکی از مواد اولیه در قرصهای Campden است که در ساخت شراب و آبجو استفاده می‌گردد.

- مصرف روزانه قابل قبول برای هر کیلوگرم وزن بدن، 0.7 mg است. سدیم متابی سولفیت عوارض جانبی نداشته و در کبد به وسیلهٔ اکسیداسیون به سولفات بی‌ضرر تبدیل شده و توسط ادرار دفع می‌گردد.

- در صنایع شیمیایی و دارویی برای مقاصد مختلفی همچون عامل کاهنده در تصفیه و جداسازی آلدئیدها و کتونها، جهت از بین بردن زباله‌های حاوی برم حاصل از تهیه رنگ استفاده می‌گردد.

- جهت حذف کلر اضافی در آب آشامیدنی

- جهت تمیز کردن غشاهای اسمز معکوس آب آشامیدنی در سیستم‌های آب شیرین کن

- جهت پاکسازی تجهیزات در آبجوسازی خانگی

- در موارد خاص جهت از بین بردن اکسیژن از آب تغذیه دیگهای بخار آب

- در تصفیه فاضلاب برای مثال از گیاهان آبکاری، جهت خنثی کردن اسید کرومیک جهت حذف کلر اضافه در خنثی‌سازی سیانیدها

- جهت تمیز کردن و سفید کردن پشم، جوت و سایر الیافهای گیاهی

- در رنگرزی پارچه و چاپ برای آماده‌سازی فتس نیلی و حل کردن دیگر رنگها

- جهت حل کردن عصاره‌های دباغی

- در ساخت کاغذ جهت سفید کردن خمیر چوب

- در صنایع عکاسی و فیلم جهت آماده‌سازی حلالهای مناسب برای حمام تثبیت‌کننده اسیدی

- اضافه شده به محلولهای بی‌حس‌کننده موضعی (لیدوکائین و غیره) جهت جلوگیری از اکسیده شدن آدرنالین تنگ‌کننده عروق موجود در آن‌ها و در نتیجه افزایش طول عمر محلول

- به عنوان یک excipient در برخی از قرص‌ها، مانند پاراستامول استفاده می‌شود. تقریباً 0.5 mg در epinephrine autoinjectors مانند EpiPen استفاده می‌شود.

- همچنین به منظور رسوب طلا از اسید طلایی (طلا محلول در تیزاب سلطانی) استفاده می‌شود.

- به عنوان یک عامل سفیدکننده در تولید کرم نارگیل استفاده می‌شود

- به عنوان یک منبع تولید SO2 (مخلوط شده با هوا یا اکسیژن) برای تخریب سیانید در فرایندهای سیانیداسیون طلا تجاری استفاده می‌شود.

- یکی از جنبه‌های بسیار مهم مرتبط با سلامت این ماده آنست که می‌توان آن را به لام خون در یک آزمون تشخیص کم خونی داسی شکل (یا هر بیماری مشابه دیگر در تغییر شکل هموگلوبین) اضافه نمود. مواد باعث از بین رفتن سلول‌های داسی شکل (طی یک پلیمریزاسیون پیچیده) شده و بنابراین وجود یا عدم وجود بیماری تأیید گردد.

## ایمنی
اثرات بیولوژیکی :

تمامی نمونه‌های سدیم متابی سولفیت دارای مقدار کمی SO2 بوده که موجب تحریک چشم و دستگاه تنفسی می‌گردد. در تماس با اسیدها ممکن است مقادیر خطرناکی از SO2 تولید گردد.

در نمونه‌های آبی، سدیم بی سولفیت باعث کاهش شدید اکسیژن شده و ممکن است به موجودات آبزی آسیب برساند.

نکات ایمنی :

- سدیم متابی سولفیت طبق استاندارد جزء مواد خطرناک گنجانیده نگردیده‌است. بر اساس داده‌های در دسترس ما، محصولات سدیم متابی سولفیت بایستی با برچسب مواد مضر Xnو حروف R, S مطابق زیر مشخص گردند:

R41: خطر ابتلا به آسیبهای جدی به چشم

R37: تحریک‌کننده دستگاه تنفسی

R31: در تماس با اسید آزادکننده گاز سمی

R22: در صورت خورده شدن مضر

S26: در صورت تماس با چشم با مقدار زیادی آب شستشو داده و به پزشک مراجعه گردد.

کلیه نمونه‌های حاوی سدیم متابی سولفیت در زیرگروه محصولات «خطر تماس با آب» قرار دارند.
- نگه داری این ماده از اهمیت بالایی برخوردار است. محفظه نگه داری این ماده باید کاملاً عایق شده باشد. در صورت عایق بندی ضعیف، متا بی سولفیت با اکسیژن ترکیب شده و اکسید می‌شود.

## نگهداری و جابجایی
کلیه نمونه‌های سدیم متابی سولفیت بایستی در جای خشک و خنک نگهداری گردند. اگر دما از ۲۵ °C و رطوبت از ۴۵٪ تجاوز ننماید تا شش ماه ثابت باقی می‌مانند. اگر درجه حرارت یا رطوبت از حد تعیین شده بالاتر رود ممکن است باعث کاهش SO2 و تغییر PH محلول گردد. در دمای زیر ۱۰ °C به صورت کریستال در می‌آید.